# مایک جاج
مایک جاج (به انگلیسی: Mike Judge) (زاده ۱۷ اکتبر ۱۹۶۲) کارگردان، بازیگر و موسیقی‌دان آمریکایی است. او آفرینندهٔ شخصیت‌های پویانمایی مشهور آمریکایی، بیویس و بات‌هد است.
او در فیلم مشت‌زدن به هنری بازی کرده است.